# Пам'ятник Андрієві Кузьменку (Луцьк)
Пам'ятник Андрієві Кузьменку  — пам'ятник видатному українському співакові, телеведучому, продюсерові, актору, солісту гурту «Скрябін» — Андрієві Кузьменку. Розташований в місті Луцьку. Офіційною датою встановлення та відкриття пам'ятника вважається 1 жовтня 2015 року. Урочистості приурочили до Міжнародного дня музики. Ініціатива встановлення та витрати на виготовлення належать Андрію Покровському. Це перший в Україні пам'ятник Андрієві Кузьменку. 
Другий пам'ятник Кузьмі Скрябіну був встановлений 14 жовтня 2019 року у с. Святопетрівське, недалеко від Києва, на території ЖК «Петрівський квартал». Андрій Кузьменко брав участь у рекламі цього ЖК. На відкритті пам'ятника були присутні батьки Кузьми, дружина, донька, друзі та колеги.

## Історія створення та встановлення
1 жовтня 2015 року в Міжнародний день музики в Луцьку Андрій Покровський за власні кошти встановив та урочисто відкрив перший в Україні пам'ятник Кузьмі Скрябіну.  Зі слів мецената, Кузьма був особистістю, у якій кожен може побачити частинку себе. Вчинки Кузьми завжди надихали на правду та справедливість. «Він був гідним товаришем для мене і для мільйонів українців. Своїми прикладами вчив любити світ, любити себе, любити Україну» —   підкреслив Андрій Покровський.
На відкриття було запрошено батьків та дружину українського співака. Батько зірки Віктор Кузьмич розповів, що співак з особливою теплотою ставився до лучан: "Андрійко завжди, коли приїжджав із концертів, які він проводив в Луцьку та в інших містах Волині — він нам з мамою казав: «Мамцю, татку, там такі люди. Вони так мене сприймають. Я так перейнявся весь їхньою любов'ю, їхньою культурою».
Мама музиканта Ольга Михайлівна зазначила, що бажає, аби це місце ніколи не пустувало, а всі молоді люди, знайомі з піснями Андрія, слухали їх по-новому. З її слів, часом за «стьобом» він ховав свою гіркоту та розчарування, адже те, про що він розповідав зі сміхом, не було насправді смішним. Найсильніша людина — та, яка може посміятися сама із себе, знайти свої вади, тож Кузьма намагався це робити. 

## Епітафія
На спинці лавки біля фігури написано епітафій: «Змінюйте світ на краще, піклуйтеся про нього, тому що ви в ньому живете».